# Nick Vogel
Nick Vogel (ur. 5 lutego 1990 w San Diego) – amerykański siatkarz, grający na pozycji środkowego, reprezentant Stanów Zjednoczonych. Po zakończeniu sezonu 2014/2015 w niemieckiej drużynie VfB Friedrichshafen postanowił zakończyć siatkarską karierę.

## Życie prywatne
Nick Vogel uczył się w Steele Canyon High School (2004–2007) i Valhalla High School (2007–2008). Ukończył studia na UCLA w 2012 roku na wydziale antropologii. Nick musiał przerwać grę w siatkówkę ze względu na problemy zdrowotne. Otrzymał wyniki z badań echokardiograficznych, gdzie wykryto u niego problemy z sercem.

## Sukcesy klubowe
Mistrzostwo Niemiec:
- 2015
- 2014

Puchar Niemiec:
- 2015[2]